# Aidomaggiore
Aidomaggiore – miejscowość i gmina we Włoszech, w regionie Sardynia, w prowincji Oristano. Graniczy z Borore, Dualchi, Ghilarza, Norbello, Sedilo, Soddì.
Według danych na rok 2004 gminę zamieszkiwały 542 osoby, 13,2 os./km².